# ハクアン県
ハクアン県（ハクアンけん、ベトナム語：Huyện Hà Quảng / 縣河廣?）は、ベトナム社会主義共和国カオバン省の県。面積は452.8km²、人口は45,090人（2018年）である。

## 概要
2020年1月10日にトンノン県を編入した。

## 行政区画
1市鎮18社から構成される。